# Gun Roring
Gun Roring (Skellefteå, Suecia, 17 de junio de 1930-17 de marzo de 2006) fue una gimnasta artística sueca, campeona olímpica en Helsinki 1952 en el concurso de equipos con aparatos.

## Carrera deportiva
En los JJ. OO. de Helsinki 1952 consigue el oro en el concurso de equipos con aparatos (una modalidad similar a la gimnasia rítmica actual), por delante de las soviéticas y húngaras, siendo sus compañeras de equipo: Karin Lindberg, Ann-Sofi Pettersson, Evy Berggren, Göta Pettersson, Ingrid Sandahl, Hjördis Nordin y Vanja Blomberg.